# Newbridge (Ierland)
Newbridge is een plaats in het Ierse graafschap Kildare. De plaats telt 21.561 inwoners (2011). Newbridge ligt aan de spoorlijn Dublin - Cork. Vanaf het station vertrekt op werkdagen ieder uur een trein naar de hoofdstad.

## Geboren in Newbridge
- Kathleen Lonsdale (1903), wetenschapster
- Luka Bloom (1955), singer-songwriter
- Christy Moore (1945), singer-songwriter